# Episodi di Gundam Build Fighters
Questa voce raggruppa gli episodi dell'anime Gundam Build Fighters.
| Nº                                     | Titolo italiano (traduzione letterale) Giapponese 「Kanji」 - Rōmaji | In onda          | In onda |
| Nº                                     | Titolo italiano (traduzione letterale) Giapponese 「Kanji」 - Rōmaji | Giapponese       |         |
| Gundam Build Fighters (25 episodi)     | |                  |         |
| 1                                      | Sei e Reiji 「セイとレイジ」 - Sei to reiji | 7 ottobre 2013   |         |
| 1                                      | Sei Iori è un costruttore di talento di Gunpla, ma manca la fiducia necessaria per diventare un combattente efficace in un Gunpla Battle. Un giorno, incontra Reiji, un misterioso ragazzo dai capelli rossi, che mostra le sue doti eccezionali come Gunpla Fighter sconfiggendo Susumu Sazaki . |                  |         |
| 2                                      | La Cometa Rossa 「紅 の 彗星」 - Kurenai no Suisei | 14 ottobre 2013  |         |
| 2                                      | Sei come Reiji affronta con regolarità la vita di Tokyo, e raccoglie una lotta con membro del consiglio di istituto Monta Gonda. Sei e Reiji , dopo ,sconfiggono Gonda in una mostra di Gunpla Battle, ma vengono immediatamente battuti da Tatsuya Yuuki e il suo Zaku incredibile. |                  |         |
| 3                                      | Pacchetto completo 「ふっｌ ぱｃかげ」 - Full pakkēji | 21 ottobre 2013  |         |
| 3                                      | Sei completato un aggiornamento per la costruzione di uno Strike Gundam, mentre Ral-san dona Reiji un orientamento su Gunpla Battle. |                  |         |
| 4                                      | Gunpla Idol Kirara 「ガンプラ アイドル キララ」 - Ganpura Aidoru Kirara | 28 ottobre 2013  |         |
| 4                                      | Sei si innamora di una misteriosa ragazza che partecipa al torneo Gunpla, ignaro delle sue vere intenzioni in Gunpla Battle. |                  |         |
| 5                                      | Il Builder più forte 「最強ビルダー」 - Saikyo Birudā | 4 novembre 2013  |         |
| 5                                      | Sei e China incontrano Mao Yasaka, un giovane Gunpla Fighter della Prefettura di Kansai . |                  |         |
| 6                                      | Un motivo per battagliare 「戦う理由(わけ)」 - Tatakau Wake | 11 novembre 2013 |         |
| 6                                      | Yuuki si prende un congedo a tempo indeterminato per la scuola, Reiji comincia a dubitare del suo scopo nel Gunpla Battle. |                  |         |
| 7                                      | Livello di abilità mondiale 「世界の実力」 - Sekai no Jitsuryoku | 18 novembre 2013 |         |
| 7                                      | Come ricompensa per aver vinto il Gunpla battle Championship, Sei e Reiji, insieme a China, Rinko e Ral-san, si prendono una vacanza in una locanda sulla spiaggia. Ma la loro vacanza è interrotta da un ex Gunpla Builder. |                  |         |
| 8                                      | Incontri di combattenti 「逢(あい)戦士たち」 - Ai Senshi-tachi | 25 novembre 2013 |         |
| 8                                      | Nils Nielsen, un genio di 13 anni americano si unisce al turno di qualificazione del Campionato del Mondo per conoscere meglio i segreti delle particelle Plavsky. Nel frattempo, in Finlandia, il Team Nemesis riceve un nuovo combattente di nome Aila Jyrkiainen dall'Istituto Flana. |                  |         |
| 9                                      | Ali dell'immaginazione 「想像の翼」 - Sozo no Tsubasa | 2 dicembre 2013  |         |
| 9                                      | China completa la sua Gunpla Beargguy III (San), e un dipinto che vinse il gran premio alla mostra d'arte locale, e batte la sua rivale Caroline Yajima che la sfida a Gunpla. |                  |         |
| 10                                     | Il torneo mondiale inizia 「开幕!世界大会」 - Kaimaku! Sekai Taikai | 9 dicembre 2013  |         |
| 10                                     | Mentre il 7 ° Gunpla battle inizia nel Shizuoka , la comunità Gunpla è in stato di shock quando la notizia si diffonde nel regnare della sconfitta del campione Carlos Kaiser nelle mani di Aila. Nel frattempo, Sei incontra gli altri combattenti Gunpla alla festa di apertura, mentre Reiji incontra Aila presso il centro commerciale nelle vicinanze. |                  |         |
| 11                                     | Battaglia reale 「ロワイヤル」 - Rowaiyaru | 16 dicembre 2013 |         |
| 11                                     | Yuuki fa il suo debutto nel Campionato del Mondo di PPSE Meijin Kawaguchi. Nel frattempo, il secondo giorno del torneo, tutti i partecipanti devono affrontare l'altro in una battaglia . |                  |         |
| 12                                     | Scariche 「ディスチャージ」 - Disuchāji | 23 dicembre 2013 |         |
| 12                                     | Con un aereo telecomandato Mega Size Modello Zaku inviato per eliminare la stella e Costruire Strike Gundam nel bel mezzo della battaglia , si formano alleanze improbabili durante la sfida Sei e Reiji che devono scatenare Costruzioni Strike Gundam per sopravvivere. |                  |         |
| 13                                     | Arma da battaglia 「バトルウェポン」 - Batoru Uepon | 6 gennaio 2014   |         |
| 13                                     | Per tre giorni del torneo, ci sono dei contenitori con armi casuali collocati nel campo di battaglia per i combattenti Gunpla da utilizzare nella loro battaglia, ogni partecipante viene assegnato un numero del contenitore da utilizzare. Sei e Reiji vengono assegnati per combattere Luang Dallara, che già ha dato loro problemi alla battaglia campale. Peggiorando la situazione c'è l'infortunio al polso di Reiji da una rissa di strada al di fuori dei terreni dell'arena. |                  |         |
| 14                                     | Nome in codice : C 「暗号名(コードネーム) C」 - Kōdonēmu Shi | 13 gennaio 2014  |         |
| 14                                     | Sei e Reiji rimane imbattuto dal sesto periodo del torneo, nonostante l'infortunio al polso di Reiji. Tuttavia, un altro ostacolo appare di fronte a loro nella forma del Gunpla Fighter denominata "C". |                  |         |
| 15                                     | Splendore del combattente 「戦士(ファイター)のかがやき」 - Faita non Kagayaki | 20 gennaio 2014  |         |
| 15                                     | Con la loro perdita in gara Gunpla scivolano al 17º posto, Sei e Reiji non devono lasciare alcun margine di errore nell'ottavo periodo del torneo, al fine di arrivare alla finale. Tuttavia, essi devono passare attraverso Fellini nel processo. |                  |         |
| 16                                     | Papà, ci incontriamo di nuovo? 「再会,父よ?」 - saikai, Chichi yo | 27 gennaio 2014  |         |
| 16                                     | Come Rinko esce di casa per unirsi a suo figlio, Sei e la battaglia di Reiji con Fellini finisce in un pareggio, ma si guadagnano due punti, il che è abbastanza per atterrare nella top 16 in finale. Nel frattempo, a seguito di un'accesa discussione con Sei sopra la ricostruzione della Stella Strike Gundam, Reiji va a comprare il suo Gunpla, solo per lui e Aila ricevono un corso accelerato di costruzione Gunpla da un misterioso uomo con la barba.                      |                  |         |
| 17                                     | Modello del cuore 「心の形」 - Kokoro no Katachi | 3 febbraio 2014  |         |
| 17                                     | Il primo giorno delle finali del torneo, Mao si è preparata per combattere Sei e Reiji. Ma quando non riesce a pensare ad una strategia per sconfiggere la star build Strike Gundam, ritorna al suo mentore, il Maestro Chinan, e gli chiede di insegnargli la tecnica finale del master. |                  |         |
| 18                                     | Segugi 「ブラッド・ハウンド」 - Buraddo Haundo | 10 febbraio 2014 |         |
| 18                                     | Meijin Kawaguchi affronta i fratelli Renato e il loro GM Sniper K9 nel secondo turno delle finali. |                  |         |
| 19                                     | La spada di Astray 「アストレイの刃」 - Asutorei no Yaiba | 17 febbraio 2014 |         |
| 19                                     | Sei e Reiji devono passare attraverso Nils, al fine di continuare la loro ricerca nel campionato. Nel disperato tentativo di evitare che il duo avanzasse, Baker propone di avere PPSE come sponsor di Nils, ma conoscendoli molto bene , decide di non fidarsi di lei, e organizza un incontro segreto con Sei e Reiji per estrarre i segreti delle particelle Plavsky. |                  |         |
| 20                                     | Il tradimento di Aila 「AILAの裏切り」 - Aira no uragiri | 24 febbraio 2014 |         |
| 20                                     | Fellini affronta Aila nei quarti di finale, dopo Sei e Reiji si sorprendono in quanto a scoprire la sua vera identità. Aila è sotto pressione per vincere il campionato per l'arrivo del team Nemesis , che ha promesso il trofeo al nipote per il suo compleanno. |                  |         |
| 21                                     | Dentro alla particelle Glittering 「輝く粒子の中で」 - Kagayaku ryūshi no naka de | 3 marzo 2014     |         |
| 21                                     | Dopo la rivelazione di Aila del suo Gunpla Fighter, Reiji arrabbiato promette di sconfiggere lei nel torneo. |                  |         |
| 22                                     | Meijin contro Meijin 「名人対名人」 - Meijin tai meijin | 10 marzo 2014    |         |
| 23                                     | Gunpla Eve 「ガンプラ・イブ」 - Ganpura Ibu | 17 marzo 2014    |         |
| 24                                     | Materia oscura 「ダークマター」 - Dāku Matā | 24 marzo 2014    |         |
| 25                                     | Promessa 「約束」 - Yakusoku | 31 marzo 2014    |         |
| 25.5                                   | Lettera ~6 anni dopo~ 「手紙～6 years later～」 - Tegami ~6 years later~ | 19 giugno 2014   |         |
| Gundam Build Fighters Try (25 episodi) | |                  |         |
| 1                                      | Il ragazzo che chiama il vento 「風を呼ぶ少年」 - Kaze wo Yobu Shōnen | 8 ottobre 2014   |         |
| 2                                      | Squadra, combattenti Try! 「結成！トライ・ファイターズ」 - Kessei! Torai Faitāzu | 15 ottobre 2014  |         |
| 3                                      | Il suo nome è Gyanko 「その名はギャン子」 - Sono na wa Gyanko | 22 ottobre 2014  |         |
| 4                                      | G-Muse 「Gミューズ」 - Jī Myūzu | 29 ottobre 2014  |         |
| 5                                      | Sogno e sfida nel tuo cuore! 「憧れと挑戦を胸に」 - Akogare to Chōsen wo Mune ni | 5 novembre 2014  |         |
| 6                                      | Sovrano del campo da battaglia 「戦場の支配者」 - Senjō no Shihai-sha | 12 novembre 2014 |         |
| 7                                      | Montaggio-dritto Shimon 「素組みのシモン」 - Sugomi no Shimon | 19 novembre 2014 |         |
| 8                                      | Sopra allo scudo 「この盾に誓って」 - Kono Tate ni Chikatte | 26 novembre 2014 |         |
| 9                                      | Battaglia decisiva a Solomon 「決戦のソロモン」 - Kessen no Soromon | 3 dicembre 2014  |         |
| 10                                     | Collezione Gunpla 「ガン☆コレ」 - Gan Kore | 10 dicembre 2014 |         |
| 11                                     | I laboratori Nielsen 「ニールセン・ラボ」 - Nīrusen Rabo | 17 dicembre 2014 |         |
| 12                                     | Volare verso il futuro 「未来へ羽ばたくために」 - Mirai e Habataku Tame ni | 24 dicembre 2014 |         |
| 13                                     | Oltre alla nocca 「ビヨンド・ザ・ナックル」 - Biyondo za Nakkuru | 7 gennaio 2015   |         |
| 14                                     | Degni rivali 「好敵手たち」 - Kōtekishu-tachi | 14 gennaio 2015  |         |
| 15                                     | Rinascete combattenti Try! 「新生！トライ・ファイターズ」 - Shinsei! Torai Faitāzu | 21 gennaio 2015  |         |
| 16                                     | Magnifica Shia 「華麗なるシア」 - Kareinaru Shia | 28 gennaio 2015  |         |
| 17                                     | La trappola del castello infestato 「亡霊城の罠」 - Bōrei-jō no Wana | 4 febbraio 2015  |         |
| 18                                     | Snibal-Drago-Gira 「スナイバル・ドラゴ・ギラ」 - Sunaibaru Dorago Gira | 11 febbraio 2015 |         |
| 19                                     | Riunione fatidica 「運命の再会」 - Unmei no Saikai | 18 febbraio 2015 |         |
| 20                                     | Cuore infrangibile 「折れない心」 - Orenai Kokoro | 25 febbraio 2015 |         |
| 21                                     | Ali blu 「蒼き翼」 - Aoki Tsubasa | 4 marzo 2015     |         |
| 22                                     | Segui il tuo cuore 「心のままに」 - Kokoro no Mama ni | 11 marzo 2015    |         |
| 23                                     | Build Fighter 「ビルド・ファイター」 - Birudo Faitā | 18 marzo 2015    |         |
| 24                                     | Scoppio finale 「ファイナル・バースト」 - Fainaru Bāsuto | 25 marzo 2015    |         |
| 25                                     | Il nostro Gunpla 「僕たちのガンプラ」 - Bokutachi no Ganpura | 1º aprile 2015   |         |
| SP                                     | Gundam Build Fighters Try Island Wars 「ガンダムビルドファイターズトライ アイランド・ウォーズ」 - Gandamu Birudo Faitāzu Torai Airando Wōzu | 21 agosto 2016   |         |